# Thomas Lombe
Pour les articles homonymes, voir Lombe.
Sir Thomas Lombe (5 septembre 1685 - 8 janvier 1739) est un marchand anglais et développeur de machines pour le tissage de la soie.

## Jeunesse
Il est le fils aîné de Henry Lombe, un tisserand de Laine peignée de Norwich. Il est décédé en 1695, laissant ses fils aînés Thomas et John sous la garde de ses exécuteurs testamentaires, tandis que les fils cadets Benjamin et John sont élevés par leur mère, la deuxième épouse d'Henry Lombe .
Dans les premières années du XVIIIe siècle, il s'installe à Londres, où il est apprenti chez Samuel Totton, un marchand, et est admis dans la Mercers 'Company en 1707. La même année, il est devenu homme libre de la ville de Londres et il s'est finalement imposé comme marchand.

## Fabricant de soie

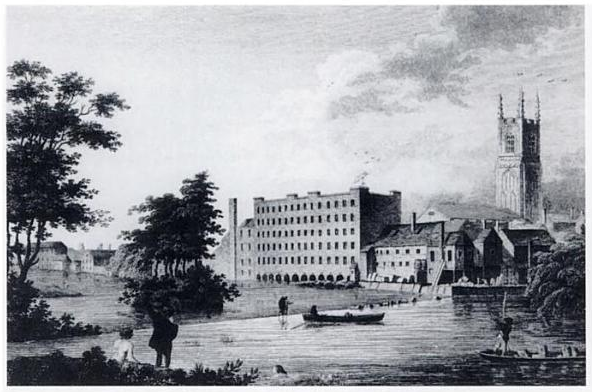
Moulin de Lombe

En 1718, il obtient un brevet (n ° 422) pour "trois sortes de moteurs jamais fabriqués ou utilisés auparavant en Grande-Bretagne, l'un pour enrouler la soie brute la plus fine, un autre pour filer et l'autre pour tordre la plus belle soie brute italienne en organzine dans une grande perfection, ce qui n'a jamais été fait auparavant dans ce pays. " Il emploie son demi-frère John Lombe pour apprendre les procédés de la soie italienne.
Les Lombes ont installé un nouveau moulin à Derby en 1719, sur une île de la rivière Derwent, à côté d'un moulin désaffecté qui avait appartenu à Thomas Cotchett et a été construit par George Sorocold. C'est finalement devenu une entreprise lucrative, connue sous le nom de Moulin de Lombe. Le brevet a expiré en 1732, lorsque Lombe a demandé au Parlement une prolongation, à laquelle font opposition les filateurs peignés. La demande a été rejetée, mais un acte a par la suite récompensé Lombe de 14 000 £, l'une des conditions étant qu'il devait déposer des modèles de ses machines dans un établissement public. Des modèles ont été placés dans la Tour de Londres.

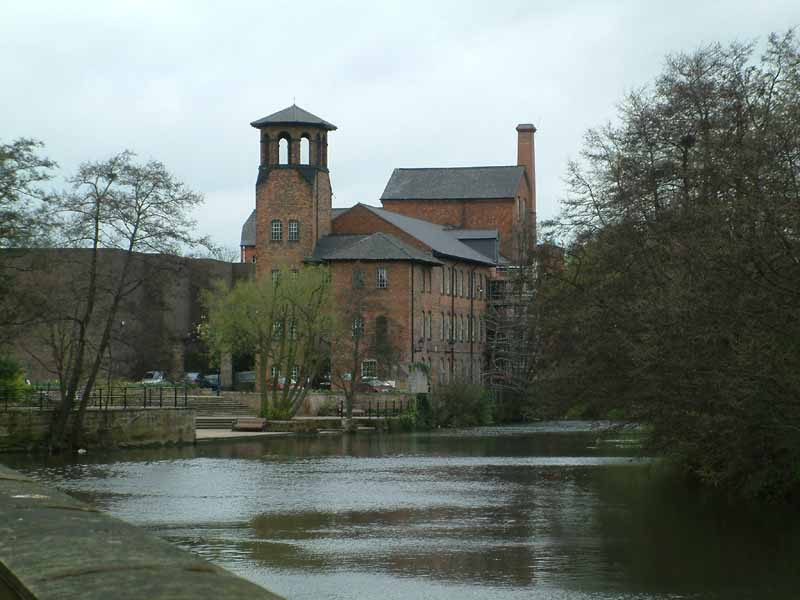
Le site de Lombe's Mill aujourd'hui le Musée des industries de Derby

## Carrière politique
Il est échevin du quartier de Bassishaw dans la ville de Londres et est choisi comme shérif de Londres en 1727. Il est fait chevalier le 8 juillet de la même année, lorsqu'il présente une adresse de félicitations de la ville à George II à l'occasion de son accession au trône. Il est décédé le 8 janvier 1739 dans sa maison de Old Jewry.
Le moulin de Lombe a été vendu à Samuel Lloyd et William Wilson, après la mort de Thomas Lombe. Il a continué à filer de la soie jusqu'en 1890, date à laquelle il s'est effondré en partie . Dans les années 1740, Charles Roe a construit des moulins basés sur Lombe's, à Macclesfield. Une description de la machinerie de Lombe se trouvait dans la Cyclopædia de Rees.

## Famille
Il épouse Elizabeth Turner. Il a laissé une fortune de 120 000 £, léguée à sa veuve et à ses deux filles, Hannah et Mary Turner. Sa fille Mary Turner épouse le 24 avril 1749, James Maitland (7e comte de Lauderdale). Hannah épouse en 1740 Robert Clifton (5e baronnet), député d' East Retford. Lady Lombe est décédée le 18 novembre 1753 .